# Dumitru Stângaciu
Dumitru Stângaciu (ur. 9 sierpnia 1964 w Braszowie), rumuński piłkarz, występujący na pozycji bramkarza, oraz trener piłkarski. Jest wychowankiem klubu OJT Predeal. W 1982 roku trafił do FC Brașov, a dwa lata później grał już w Steaule Bukareszt. Przez cztery lata był dublerem Helmutha Duckadama; w tym czasie Steaua sięgnęła po Puchar Mistrzów oraz dwukrotnie zdobyła mistrzostwo kraju. Po przedwczesnym zakończeniu kariery przez Duckadama, został pierwszym bramkarzem. Do bogatej kolekcji trofeów dołączył w 1987 roku Superpuchar Europy. W kolejnych latach musiał rywalizować o miejsce w bramce ze sprowadzonym z Universitatei Craiova reprezentantem Rumunii Silviu Lungiem. Po mundialu 1990 Lung wyjechał do Hiszpanii i przez kolejne pięć lat Stângaciu miał miejsce w pierwszej jedenastce Steauy. W tym czasie - w 1992 roku - zadebiutował w drużynie narodowej. Od 1995 roku grał w Turcji, najdłużej w Kocaelisporze, z którym w 1997 roku zdobył Puchar kraju. Rok później, jako zmiennik Bogdana Stelei, pojechał na mundial 1998. Piłkarską karierę zakończył w 2001 roku, w wieku 37 lat.
Niedługo potem rozpoczął pracę szkoleniową. Był trenerem bramkarzy w Politehnice Timișoara oraz - od stycznia do września 2006 - w Wiśle Kraków.

## Sukcesy piłkarskie
- mistrzostwo Rumunii 1985, 1986, 1987, 1988, 1993, 1994 i 1995, Puchar Rumunii 1985, 1987, 1988 i 1992, Superpuchar Rumunii 1994 i 1995, Puchar Mistrzów 1985-86 (rezerwowy), półfinał Pucharu Mistrzów 1987–1988 oraz Superpuchar Europy 1987 ze Steauą
- Puchar Turcji 1997 z Kocaelisporem